# Манойлов Іван Антонович
Іва́н Анто́нович Мано́йло (4 грудня 1910, с. Різдвянка Новомиколаївського району Запорізької області — 17 грудня 1942, Волгоградська область) — старший лейтенант Червоної Армії, учасник Другої світової війни, Герой Радянського Союзу.

## Біографія
Іван Манойлов народився 4 грудня 1910 року в селі Різдвянці (нині — Новомиколаївський район Запорізької області). Після закінчення семи класів школи працював слюсарем на заводі в Макіївці. Протягом 1930–1932 рр, проходив службу в робітничо-селянській Червоної Армії. Демобілізувавшись, закінчив Московський авіаційний технікум та авіашколу ГВФ, після чого мешкав у Запоріжжі, працював в аероклубі. У червні 1941 року Манойлов повторно був призваний в армію та направлений на фронт.
За час своєї участі у війні старший лейтенант Іван Манойлов здійснив 190 бойових вильотів, збивши 9 ворожих літаків супротивника особисто і ще кілька — у складі групи. 17 грудня 1942 року Манойлов загинув у повітряному бою. Похований у братській могилі на хуторі Манойлін Клетского району Волгоградської області.
Указом Президії Верховної Ради СРСР від 31 березня 1943 року за «зразкове виконання бойових завдань командування на фронті боротьби з німецькими загарбниками та проявлені при цьому відвагу та геройство» старший лейтенант Іван Манойлов посмертно був удостоєний високого звання Героя Радянського Союзу. Також був нагороджений орденами Леніна та Червоного Прапора.

## Вшанування
Бюст Героя встановлено у 1968 році в його рідному селі Різдвянці (скульптор Федір Зайцев).